# Hisingen
Hisingen er den femtestørste ø i Sverige med et areal på 199 km², samt den næst mest folkerige i landet med omkring 166.000 indbyggere (flere end Södermalm og Gotland). Den indgår i Göteborgs kommune i Västra Götalands län. Den er omgivet af Göta älv i syd og øst, Nordre älv i nord og Kattegat i vest. Øens sydlige del, med havne, industrier og forstæder, er en bydel i Göteborg. Øen er opdelt mellem de to historiske provinser Västergötland og Bohuslän.
Indtil øen blev afstået fra Danmark-Norge i 1658 som følge af Freden i Roskilde, var den opdelt mellem Sverige og Norge. Opsplitningen fortsatte indtil 1681 i de officielle navne på de to dele, Svenska Hisingens härad og Norska Hisingens härad, som da blev omdøbt til Östra Hisings härad henholdsvis Västra Hisings härad.
Bilfabrikken Volvo har sit hovedkontor og produktionsanlæg på Hisingen. Øen var i størstedelen af det 20. århundrede centrum for den svenske skibsbygning, med skibsværfter som Arendalsvarvet, Eriksberg, Götaverken og Lindholmen.
Den nordlige bred af Göta älv (på Hisingen) har undergået en større ekspansion i de seneste tyve år, med boligområder, universitetetsbygninger og højteknologisk industri, der i vid udstrækning har erstattet skibsværfterne.
Lufthavnen Göteborg City Airport er beliggende ved Säve på den nordlige del af Hisingen.